# ウインズ神戸
ウインズ神戸（ウインズこうべ）は、兵庫県神戸市中央区にある日本中央競馬会 (JRA) の場外勝馬投票券発売所 (WINS) の一つである。
兵庫県競馬組合の場外勝馬投票券発売所である神戸場外発売所（こうべじょうがいはつばいじょ）としても営業しており、本項では兵庫競馬場外としての事業についても記述する。

## 概要
ウインズ神戸は1953年（昭和28年）に開設された。当初は、元町商店街の南側にある旧館のみであった。しかし、建物が老朽化しており手狭になったので、昭和50年代はじめに新館を建設することになった。候補地として日本中央競馬会が目をつけたのが、阪神電鉄が元町駅前に所有する元ニュース映画館の跡地である。当時は神戸阪神タクシーの乗り場として利用されており、阪神電鉄は折からの異人館ブームによる神戸ブームにあやかって再開発を計画していたが、当時の元町地区の店舗はオーバーフロア気味で結論を持ち越していた。その折にもたらされた日本中央競馬会の申し入れは同社にとって願ってもない話であり、電鉄会社が場外勝馬投票券発売所を建設することの是非について賛否両論あったもののこの計画が進められた。
しかし、地元からは元町商店街を中心に猛烈な反対運動が起こり、一方元町高架下商店街は賛成派となって、両者から市会に対する陳情合戦となった。神戸市では、市会での議論が決着するまで建築確認申請を保留するという姿勢をとっていたが、法令の定めにない事由で建築確認を差し止めるのは法令の趣旨に反することから確認を出したため、阪神電鉄はこれを受けて強制着工に踏み切った。この模様は当日テレビのニュース番組で放映されたが、地元住民の悲痛な反対の叫び、これに対して関係者がハンドマイクを片手にひたすら説得しようとする光景からは、長年にわたる両者の戦いの疲れが滲み出ていた。
完成後、阪神電鉄は約束どおり周辺の道路を整備するとともに、元町駅から場外勝馬投票券発売所へ向かう客と一般客の通路を完全に分離。また場外勝馬投票券発売所の客はすべて建物内に収容されている。
1995年（平成7年）1月17日の阪神淡路大震災で自動発売所や投票所中心に壊滅的な被害を受けたが、同年5月20日に再開した。

## 施設

### ウインズ神戸A館
7階建てで、1階と2階が窓口と売店、3階から上が発売所となる。
A館はJR・阪神元町駅の真正面にある（全国のウインズで最も駅に近い）ので利用者が多く、競馬開催日は駅と同館を結ぶ横断歩道では信号機以外に整理員が誘導するという二重制御体制がとられる。
- 交通
  - JR神戸線、阪神電鉄 元町駅から徒歩1分
  - 神戸市営地下鉄海岸線 みなと元町駅東出口から徒歩5分
  - 神戸市営地下鉄西神線・山手線 県庁前駅から徒歩5分

### ウインズ神戸B館
地上5階・地下3階建てで、B館は兵庫県競馬組合の神戸場外発売所としても使用されている（下記）。
- 交通
  - 神戸市営地下鉄海岸線 みなと元町駅東出口から徒歩2分
  - JR神戸線、阪神電鉄、元町駅から徒歩5分
  - 阪急電鉄、花隈駅から徒歩5分

## 発売・払戻時間
ウインズ神戸の開館時間は以下の通り。
- 〈開催日 - A・B両館共通〉
  - 発売：原則として9時から（前日発売は17時まで）
  - 払戻：原則として9時から
- 〈非開催日 - A館のみ〉
  - 払戻：原則として前週の開催最終日の翌日（通常月曜日）10時から16時まで（現金のみ。JRA-UMACAの払い戻し不可）

※ただし、月曜日が祝日と年末年始に当たる場合は、原則として火曜日に払い戻しを行う（月曜日が祝日と重なり、かつ競馬の開催がないとき、並びに火曜日が祝日・年末年始に当たる場合は休館）。

## 神戸場外発売所
1997年（平成9年）から神戸場外発売所として兵庫県競馬組合（園田競馬場・姫路競馬場）の馬券が発売されている。発売は開催日のみの火曜・水曜・木曜10時から20時30分まで。
園田競馬場の薄暮競走（そのだサマー競馬）や兵庫県競馬組合が扱うナイター競走の場間場外発売（門別競馬場、大井競馬場、川崎競馬場、高知競馬場）が行われない場合は、営業終了を17:00に繰り上げる。また園田競馬場のナイター競走は金曜日に行われるので、発売されない。
神戸場外発売所としての発売と払戻はウインズ神戸のB館のみで行なわれる。なお規定により12月28日から1月3日は開館していなかったが、2007年度（同年12月29日から2008年1月3日）より年末年始も開館することとなった。